# Oldenburgischer Haus- und Verdienstorden des Herzogs Peter Friedrich Ludwig

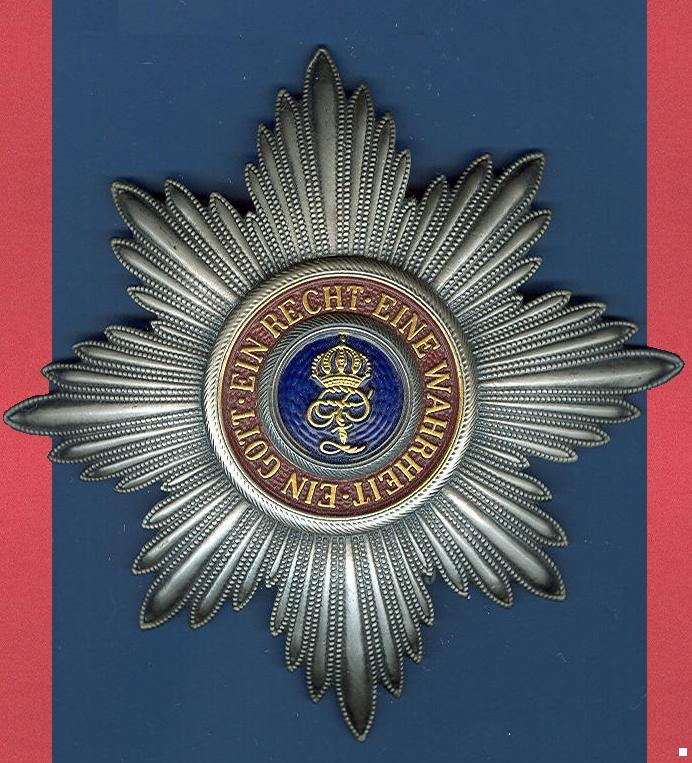
Stern zum Großkreuz

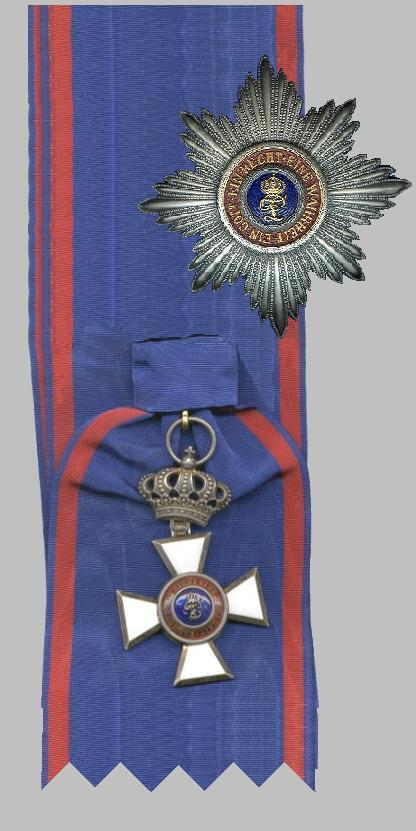
Großkreuz mit Stern und Schulterband

Der Oldenburgische Haus- und Verdienstorden des Herzogs Peter Friedrich Ludwig, auch Haus und Verdienstorden des Herzogs Peter Friedrich Ludwig, war der einzige Hausorden und die höchste Auszeichnung des Großherzogtums Oldenburg.

## Geschichte
Die Auszeichnung wurde als Haus- und Verdienstorden am 27. November 1838 durch Großherzog August von Oldenburg gestiftet und sollte an die am 27. November 1813 erfolgte Rückkehr des durch Napoleon abgesetzten Fürsten Peter Friedrich Ludwig erinnern. Er konnte für besondere zivile und militärische Verdienste verliehen werden.
Im Laufe der Zeit wurden diverse Ergänzungen eingeführt. Die Großkreuze wurden 1841 unterteilt in „Goldene Großkreuze“ und „einfache“ Großkreuze, bei denen das Ordenszeichen aus Silber war. 1856 wurden für Verdienste im Krieg die Schwerter gestiftet, welche am Mittelmedaillon des Ordenszeichens angebracht waren. Erhielt ein Ordensträger später eine höhere Stufe ohne Schwerter, so wurden die Schwerter für Kriegsverdienst am Tragering des Ordenszeichens angebracht. 1903 wurde das Offizierskreuz gestiftet. Das Ritterkreuz II. Klasse konnte ab 1906 auch mit Krone zur Verleihung kommen. Die letzte Erweiterung war die Stiftung des Lorbeers für Kreuze mit Schwertern 1918. Als besondere Wertschätzung verlieh der Großherzog die Auszeichnung mit Collane und auch in Brillanten.
Die Ordenszeichen mussten im Todesfall oder beim Aufrücken in eine höhere Klasse zurückgegeben werden. Der Ordenstag war der 17. Januar, der Geburtstag des Herzogs Peter Friedrich Ludwig.
Der Orden erlosch mit dem Ende des Großherzogtums im Jahre 1918.

## Ordensklassen
Entsprechend seiner Doppelfunktion als Haus- und Verdienstorden bestanden zwei Abteilungen: Kapitulare und Ehrenmitglieder.

### Kapitulare
- Großkreuz
- Großkomtur
- Komtur
- Ritter

Kapitulare durften nur oldenburgische Untertanen werden. Kapitulare einer unteren Klasse konnten zugleich Ehrenmitglieder von höheren Ordensklassen sein. Die Kapitulare sollten aus zwei Großkreuzen mit Präbenden von 400 Talern, zwei Großkomturen von 300 Talern, vier Komturen mit 200 Talern und acht Rittern bestehen, von denen die vier ältesten je 100 Taler als Dotation erhielten.

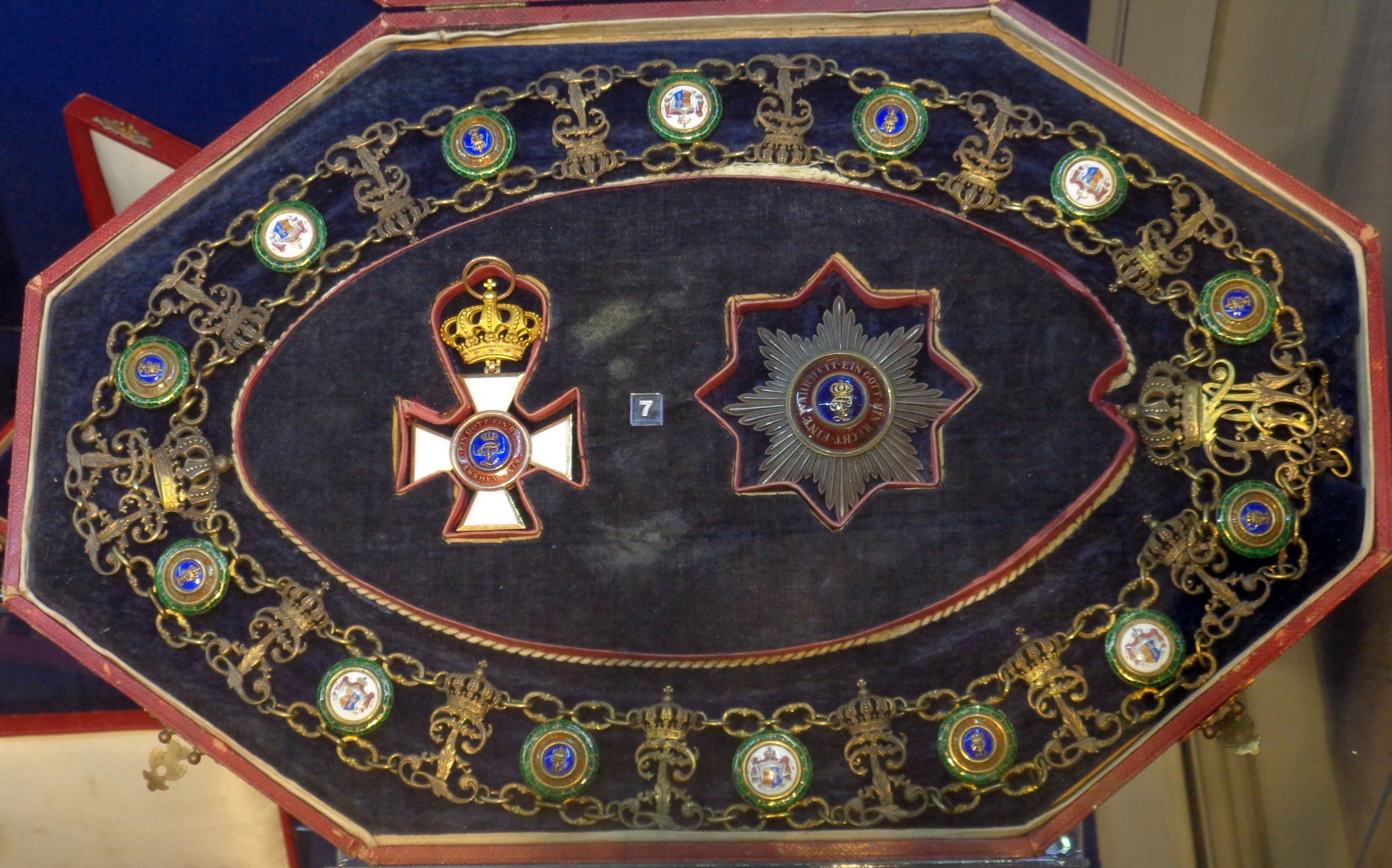
Großkreuz mit Collane

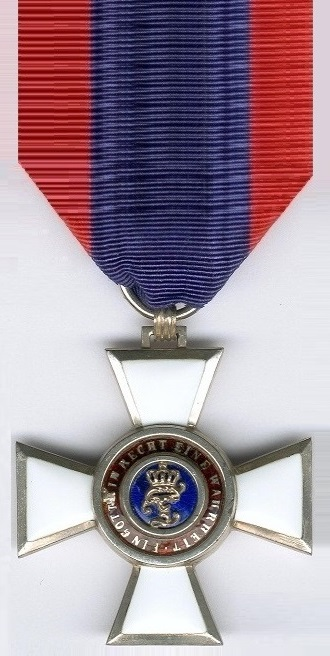
Ritterkreuz II. Klasse

### Ehrenmitglieder
Bis zur Abschaffung der Monarchie bestand die Abteilung der Ehrenmitglieder aus sieben Klassen sowie einem affiliierten Verdienstkreuz und einer Verdienstmedaille in jeweils drei Stufen.
- Großkreuz
- Großkomtur
- Komtur
- Offizier
- Ritter I. Klasse
- Ritter II. Klasse mit Krone
- Ritter II. Klasse
  - Verdienstkreuz I. Klasse
  - Verdienstkreuz II. Klasse
  - Verdienstkreuz III. Klasse
  - Verdienstmedaille in Gold
  - Verdienstmedaille in Silber
  - Verdienstmedaille in Bronze

Die Prinzen des großherzoglichen Hauses waren Ehrenmitglieder des Goldenen Großkreuzes und der Großherzog Großprior des Ordens. Laut den Ordensstatuten war die Anzahl der Ehrenmitglieder, ausgenommen die Prinzen des großherzoglichen Hauses, auf vier Großkreuze, vier Großkomture, acht Komture und 24 Ritter beschränkt. Ernennungen von  Ehrenmitgliedern aufgrund von Kriegsverdiensten waren von diesen Bestimmungen allerdings ausgenommen.

## Ordenszeichen
Das Ordenszeichen besteht aus einem goldenen, weiß emaillierten Kreuz. Bei allen Ordensstufen mit Ausnahme von Offizier und Ritter der II. Klasse war über dem Ordenszeichen eine Krone angebracht. Das Ordenszeichen der Ritter I. Klasse hatte einen goldenen Rand, das Ordenszeichen der Ritter II. Klasse einen silbernen Rand. Der Mittelschild trägt im Avers auf blauem Grund die gekrönte, verschlungene Chiffre P. F. L. (Peter Friedrich Ludwig), umgeben von einem rot-weiß geränderten Reifen mit der Devise EIN GOTT * EIN RECHT * EINE WAHRHEIT. Im Revers befindet sich das oldenburgische Wappen.
Auf Rückseite des Kreuzes standen auf den Kreuzarmen in goldenen Zeichen oben 17. Januar 1785 der Geburtstag des Herzogs und rechts das Datum seiner Amtsübernahme 6. Juli 1785. Links war das Datum 21. Mai 1829, als Todesdatum des Herrschers und unten das Stiftungsdatum 27. November 1838 eingelassen.

## Bekannte Inhaber
- siehe: Inhaber des Oldenburgischen Haus- und Verdienstordens des Herzogs Peter Friedrich Ludwig